# Sexercize
Sexercize è un singolo promozionale di Kylie Minogue, estratto dal dodicesimo album Kiss Me Once del 2014, pubblicato nelle radio il 19 marzo 2014.

## Descrizione
Il brano è prodotto da Sia Furler, Marcus Lomax, Jordan Johnson, Stefan Johnson, Clarence Coffee e Nella Tahrini.

## Video musicale
Il video è stato reso online il 21 marzo 2014.